# Diocese de Ogdensburg
A Diocese de Ogdensburg (Dioecesis Ogdensburgensis) é uma circunscrição eclesiástica da Igreja Católica sediada em Ogdensburg, no estado norte-americano de New York. Abrange oito condados da região norte desse estado. Foi erigida em 17 de fevereiro de 1872 pelo Papa Pio IX, sendo desmembrada da Diocese de Albany, tornando-se sufragânea da Arquidiocese de New York. Seu atual bispo é Terry Ronald LaValley que governa a diocese desde 2010 e sua sé episcopal é a Catedral de Santa Maria.
Possui 99 paróquias assistidas por 104 sacerdotes e cerca de 23,8% da população jurisdicionada é batizada.

## Prelados
|                 | Nome                         | Período    | Notas                             |        |
| Bispos          | Bispos                       | Bispos     | Bispos                            | Bispos |
| --------------- | ---------------------------- | ---------- | --------------------------------- | ------ |
| 14º             | Terry Ronald LaValley        | 2010-atual |                                   |        |
| 13°             | Robert Joseph Cunningham     | 2004-2009  | Nomeado Bispo de Syracuse         |        |
| 12º             | Gerald Michael Barbarito     | 1999-2003  | Nomeado Bispo de Palm Beach       |        |
| 11º             | Paul Stephen Loverde         | 1993-1999  | Nomeado Bispo de Arlington        |        |
| 10°             | Stanislaus Joseph Brzana     | 1968-1993  |                                   |        |
| 9º              | Thomas Andrew Donnellan      | 1964-1968  | Nomeado Arcebispo de Atlanta      |        |
| 8º              | Leo Richard Smith            | 1963       |                                   |        |
| 7º              | James Johnston Navagh        | 1957–1963  | Nomeado Bispo de Paterson         |        |
| 6°              | Walter P. Kellenberg         | 1954-1957  | Nomeado Bispo de Rockville Center |        |
| 5º              | Bryan Joseph McEntegart      | 1943-1953  |                                   |        |
| 4º              | Francis Joseph Monaghan      | 1939-1942  |                                   |        |
| 3°              | Joseph Henry Conroy          | 1921-1939  |                                   |        |
| 2º              | Henry Gabriels               | 1891-1921  |                                   |        |
| 1º              | Edgar Philip Prindle Wadhams | 1872-1891  |                                   |        |
| Bispo-coadjutor |                              |            |                                   |        |
|                 | Francis Joseph Monaghan      | 1936-1939  |                                   |        |
| Bispo-auxiliar  |                              |            |                                   |        |
|                 | Joseph Henry Conroy          | 1912-1921  | Elevado a Bispo diocesano         |        |

## Território
A Diocese de Ogdensburg abrange os seguintes condados:

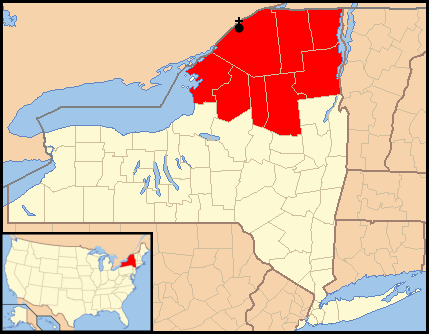
Área territorial da Diocese de Ogdensburg.

| - Clinton - Essex - Franklin - Norte de Hamilton | - Norte de Herkimer - Jefferson - Lewis - St. Lawrence |
| ------------------------------------------------ | ------------------------------------------------------ |